# Kontrollgirokonto
Ett 90-konto eller kontrollgirokonto är ett plusgiro- eller bankgirokonto eller 90 Swish-nummer som kan användas vid insamlingar av pengar till välgörande ändamål. Kontrollgirokonton beviljas av Svensk insamlingskontroll, som även har till uppgift att övervaka användningen av kontona. Syftet med 90-konton är att försäkra allmänheten om att pengarna går fram till det ändamålet de ska användas till. För att kunna använda ett 90-konto måste man uppfylla Svensk insamlingskontrolls krav och följa dess regler.
I augusti 2022 fanns 445 aktiva 90-konton.

## Regler
Följande regler gäller för organisationer som vill nyttja ett 90-konto:
- Lämpliga och ekonomiskt kunniga personer ska ansvara för insamlingsarbete och övriga ekonomiska frågor.
- Organisationens ekonomi ska granskas av auktoriserad revisor.
- Marknadsföringen ska vara etiskt och ekonomiskt försvarlig.
- Minst 75 % av de insamlade medlen ska gå till insamlingens ändamål.
- Kontot inte får användas för insamling till annat ändamål än det som godkänts av Svensk Insamlingskontroll.

## Kostnader för konto
- Den organisation som beviljas 90-konto måste erlägga en avgift för kontouppläggning, en avgift vars storlek varje år fastställs av Svensk Insamlingskontrolls styrelse.[1] 2023 var denna avgift 5 000 kr.[2]
- Årsavgiften är 0,055 % av verksamhetsintäkten minus kostnader för näringsverksamhet. Lägsta årsavgift är 5 000 kr och den högsta årsavgiften är 60 000 kr.[2]